# Ala Scaevae
Die Ala Scaevae (deutsch Ala des Scaeva) war eine römische Auxiliareinheit. Sie ist durch eine Inschrift belegt.

## Namensbestandteile
- Scaevae: des Scaeva. Einer der ersten Kommandeure der Einheit war vermutlich Marcus Cassius Scaeva, nach dem die Ala benannt wurde. Scaeva wurde von Caesar im Jahr 48 v. Chr. für seine Leistungen in der Schlacht von Dyrrhachium ausgezeichnet und zum Primus Pilus befördert; möglicherweise wurde er dafür auch in den Ritterstand erhoben und mit dem Kommando über eine Ala betraut.

Da es keine Hinweise auf den Namenszusatz milliaria (1000 Mann) gibt, war die Einheit eine Ala quingenaria. Die Sollstärke der Ala lag bei 480 Mann, bestehend aus 16 Turmae mit jeweils 30 Reitern.

## Geschichte
Laut John Spaul diente die Ala vermutlich in Gallien und Aegyptus.

## Standorte
Standorte der Ala sind nicht bekannt.

## Angehörige der Ala
Ein Angehöriger der Ala, Q(uintus) Anchari(us) Narbones, ein Reiter, ist durch die Inschrift (CIL 10, 6011) bekannt.